# Episodi di Jessie (seconda stagione)
La seconda stagione della serie televisiva Jessie è stata trasmessa in prima visione assoluta negli Stati Uniti dal canale pay Disney Channel dal 5 ottobre 2012 al 13 settembre 2013. In Italia la stagione è stata trasmessa su Disney Channel dal 15 marzo 2013 al 1º marzo 2014.
| nº | Titolo originale                   | Titolo italiano                        | Prima TV USA      | Prima TV Italia  |
| -- | ---------------------------------- | -------------------------------------- | ----------------- | ---------------- |
| 1  | The Whining                        | La notte di Halloween                  | 5 ottobre 2012    | 22 marzo 2013    |
| 2  | Green-Eyed Monsters                | Mostri dagli occhi verdi               | 26 ottobre 2012   | 15 marzo 2013    |
| 3  | Make New Friends, but Hide the Old | Cose in comune                         | 2 novembre 2012   | 29 marzo 2013    |
| 4  | 101 Lizards                        | 101 lucertole                          | 9 novembre 2012   | 5 aprile 2013    |
| 5  | Trashin' Fashion                   | Una linea non troppo di moda           | 30 novembre 2012  | 12 aprile 2013   |
| 6  | Nanny in Miami                     | Una tata a Miami                       | 7 dicembre 2012   | 21 dicembre 2013 |
| 7  | The Trouble with Tessie            | Innamorati e nemici                    | 11 gennaio 2013   | 19 aprile 2013   |
| 8  | Say Yes to the Messy Dress         | Il vestito giusto                      | 18 gennaio 2013   | 26 aprile 2013   |
| 9  | Teacher's Pest                     | Una maestra da domare                  | 1º febbraio 2013  | 24 maggio 2013   |
| 10 | Jessie's Big Break                 | Jessie attrice a tutti i costi         | 15 febbraio 2013  | 6 luglio 2013    |
| 11 | Pain in the Rear Window            | Bancarella di carnevale                | 1º marzo 2013     | 31 maggio 2013   |
| 12 | Toy Con                            | Uno scambio infelice                   | 8 marzo 2013      | 8 novembre 2013  |
| 13 | To Be Me or Not to Be Me           | Essere me o non essere me              | 5 aprile 2013     | 22 novembre 2013 |
| 14 | Why Do Foils Fall in Love?         | Il primo anniversario                  | 19 aprile 2013    | 29 novembre 2013 |
| 15 | Kids Don't Wanna Be Shunned        | Fuori dal gruppo                       | 26 aprile 2013    | 6 dicembre 2013  |
| 16 | All the Knight Moves               | Scacco matto                           | 3 maggio 2013     | 13 dicembre 2013 |
| 17 | We Don't Need No Stinkin' Badges   | Non ci serve un cavolo di distintivo   | 7 giugno 2013     | 20 dicembre 2013 |
| 18 | Somebunny's in Trouble             | Un coniglietto nei guai                | 21 giugno 2013    | 10 gennaio 2014  |
| 19 | Punch Dumped Love                  | Un ballo con sorpresa                  | 28 giugno 2013    | 17 gennaio 2014  |
| 20 | Quitting Cold Koala                | Un passo importante                    | 5 luglio 2013     | 31 gennaio 2014  |
| 21 | Panic Attack Room                  | Stanza dell'attacco di panico          | 5 luglio 2013     | 24 gennaio 2014  |
| 22 | Throw Mamma from the Terrace       | Il regalo di compleanno                | 12 luglio 2013    | 7 febbraio 2014  |
| 23 | The Jessie-nator Grudgement Day    | Jessie-nator: Il giorno della vendetta | 26 luglio 2013    | 14 novembre 2013 |
| 24 | Diary of a Mad Newswoman           | Una trasmissione movimentata           | 9 agosto 2013     | 21 febbraio 2014 |
| 25 | Break-Up and Shape-Up              | Rotture e nuovi equilibri              | 23 agosto 2013    | 14 febbraio 2014 |
| 26 | G.I. Jessie                        | Una sorpresa da papà                   | 13 settembre 2013 | 1º marzo 2014    |

## La notte di Halloween
- Titolo originale: The Whining
- Diretto da: Rich Correll
- Scritto da: Eric Schaar e David J. Booth

### Trama
I piccoli Ross sono spaventati: un vecchio portinaio racconta di una tata che incuteva terrore ai suoi bambini. Jessie lavora tutto il giorno su un racconto che consegnerà a un giornalista famoso presente alla festa di Halloween. Quando finisce è stanchissima e aiuta Tony, che lavorerà alla festa, a fare il punch. Il punch ricadrà però su Jessie che sembrerà essere coperta di sangue. Si accorge poi che sono le 21.15 quando i bambini dovevano essere di ritorno alle 21.00 e inizia una caccia ai bambini, che credono che Jessie sia indemoniata proprio come nel racconto del portinaio. Alla fine si scoprirà che le  spaventose gemelle erano quattro e non due, l'ombra del maniaco con la mannaia era Bertram che se ne prendeva cura (era la sua mannaia preferita) e Jessie era semplicemente stanca e il sangue era in realtà del punch. 
- Nota: L'episodio è una parodia di Shining e Scooby-Doo.
- Guest star: Chris Galya (Tony Chiccolini), Meshac Taylor (portinaio Grimm Holloran), Karsen Skinner (gemella), Kendel Skinner (gemella).

## Mostri dagli occhi verdi
- Titolo originale: Green-Eyed Monsters
- Diretto da: Rich Correll
- Scritto da: Valerie Ahern e Christian McLaughlin

### Trama
Ravi si lamenta poiché i piccoli di lucertola di Mrs. Kipling lo tengono troppo occupato e assume Zuri per prendersene cura. Tuttavia lei non si dimostra particolarmente amorevole nei loro confronti, e Ravi la licenzia. Nel frattempo Jessie va con Pete a un corso di teatro, scatenando la gelosia di Tony.
- Guest star: Joey Ritcher (agente Pete) Chris Gayla (Tony Chiccolini), Carolyn Hennesy (Rhoda Chesterfield), Kevin Michael Martin (Malcolm), Jackson Odell (Gale), Israel Powell (Ragazza artistica), Jimmy Smagula (Angelo Ciccolini), Shanna Strong (Shelby).

## Cose in comune
- Titolo originale: Make New Friends, but Hide the Old
- Diretto da: Phill Lewis
- Scritto da: Sally Lapiduss e Erin Dunlap

### Trama
È l'inizio del nuovo anno scolastico e Jessie e Bertram ne sono contenti. Emma, al suo primo giorno di liceo, incontra una ragazza aggressiva di nome Rosie Liotta (Kelly Gould). Per sgomento di Emma, devono fare un progetto artistico insieme e Rosie finisce per metterla in imbarazzo. Nel frattempo a Luke, mentre cercava qualcosa nel suo zaino cade da quest'ultimo Kenny il Koala. I suoi amici, testimoni dell'incidente ridono di lui. Ravi si prende la colpa per lasciare Luke fuori dai guai e purtroppo, cominciano a prenderlo in giro. Zuri è sconvolta perché ha appena iniziato la terza elementare e teme di non essere all'altezza per svolgere i propri compiti così si rifiuta di farli. Rosie ed Emma fanno pace e Luke protegge Ravi confessando che l'orsacchiotto è suo, ottenendo piacevoli attenzioni.
- Nota: Jessie rivela di essere figlia unica.
- Guest star: Kelly Gould (Rosie Liotta), Evan Roc (Billy), Israel Powell (Ragazza artistica), Shanna Strong (Shelby), Amy Farrington (Ms. Devlin).

## 101 lucertole
- Titolo originale: 101 Lizards
- Diretto da: Bob Koherr
- Scritto da: Sally Lapiduss e Erin Dunlap

### Trama
Ravi si rende conto che non può prendersi cura di dodici piccole lucertoline e Jessie lo invita a dare esse in adozione.
Intervistano più persone per l'adozione ma Ravi le rifiuta tutte perché vuole che le sue lucertoline siano dati a genitori affidabili.
Intervistano poi una donna di nome Cassandra Chesterfield e la accettano. Rimangono sconvolti quando scoprono che Cassandra lavora per la signora Chesterfield.
A causa di varie incomprensioni, Jessie e i bambini credono che la signora Chesterfield voglia trasformare le lucertoline in accessori. Comincia quindi una corsa contro il tempo per recuperare le piccole lucertoline ma alla fine si scopre che la signora Chesterfield ha riunito molte lucertole per farne un grande terrario.
- Guest star: Laura Spencer (Cassandra Chesterfield) Carolyn Hennesy (Rhoda Chesterfield), Joanna Theobalds (filantropa)

## Una linea non troppo di moda
- Titolo originale: Trashin' Fashion
- Diretto da: Phill Lewis
- Scritto da: Valerie Ahern e Christian McLaughlin

### Trama
Emma ha creato un blog sulla moda proprio quando sua madre sta lavorando su una linea che si chiama "solo moda troppo giusta". Luke e Ravi parteciperanno alla sfilata e tutti e due cercano di conquistare Diamond, una modella che parteciperà alla sfilata. L'unico problema che gli abiti di Christina non sono apprezzati dalla modella e Christina si infuria ancora di più quando scopre che il blog di Emma giudicherà la sfilata (non sapendo che il blog era gestito dalla figlia e Rosie), perché il suo blog è conosciuto per non apprezzare niente. Nel frattempo Bertram cerca di insegnare a Zuri ad andare in bicicletta, ma alla fine si scopre che il maggiordomo non è mai andato in bicicletta. Così avviene l'esatto contrario.
- Guest star: Kelly Gould (Rosie Liotta) Christina Moore (Christina Ross), True O'Brien (Diamond Bloodworth)

## Una tata a Miami
- Titolo originale: Nanny in Miami
- Diretto da: Bob Koherr
- Scritto da: Wayne Conley, Mike Montesano e Ted Zizik
- Canzoni presenti: Face to Face (Ross Lynch & Debby Ryan).

### Trama
In seguito agli avvenimenti accaduti nella prima parte del crossover, tutti arrivano a Miami, dove Austin e Jessie canteranno un duetto al suo prossimo concerto, ma si rivela che la canzone di Jessie è in realtà un compito scolastico di Zuri. Zuri scopre tutto ma finisce per dare credito a Jessie perché sa quanto significa per lei esibirsi con Austin. Alla fine, Austin e Jessie danno uno spettacolo indimenticabile e Dez fa un videoclip, che ha soddisfatto tutti.
- Nota: Si tratta della seconda parte di un crossover natalizio di un'ora con la serie Jessie chiamato "Austin & Jessie & Ally: Tutti insieme per Capodanno!", a volte nella programmazione riconosciuto anche come Tutti insieme e tanti auguri. La prima parte di questo crossover, la parte di Austin & Ally, è chiamata Grandi sogni e grandi mele, ma è detta anche Nuovo anno e nuove fan, mentre la parte di Jessie è chiamata appunto Una tata a Miami. La sigla dell'episodio speciale comprende sia i personaggi della serie Austin & Ally che quelli di Jessie. Questo crossover è disponibile su iTunes e Amazon.com come un episodio sia per Jessie e Austin & Ally.
- Nota: Questo crossover fa capire che "Jessie" e "Austin & Ally", vivono nello stesso universo immaginario.
- Cast di Austin & Ally : Ross Lynch (Austin) Laura Marano (Ally) Raini Rodriguez (Trish) Calum Worthy (Dez)

## Innamorati e nemici
- Titolo originale: The Trouble with Tessie
- Diretto da: Bob Koherr
- Scritto da: David J. Booth e Eric Schaar

### Trama
Jessie incontra Tony nella hall e lui le mostra un 'Tessie', t-shirt che ha fatto.
Dice che è tempo che Jessie conosca la sua famiglia. Jessie però è insicura e si comporta stranamente per tutta la giornata. Zuri e il suo nemico, innamorato della prima, escono con Tony e Jessie. Emma e Bertram vogliono vedere un film nella sala di programmazione ma Luke e Ravi ne vogliono vedere un altro. Una serie di battibecchi si avvia in casa Ross. Tony mostra a Jessie l'appartamento che ha affittato e quest'ultima pensava che Tony volesse farle una proposta di matrimonio, ma capisce poi che era tutto un malinteso e Tony intendeva aspettare anni prima di sposarsi con lei.
- Guest star: Chris Galya (Tony) J.J. Totah (Stuart Wooten), Jimmy Smagula (Angelo Ciccolini), Sandra Purpuro (Carmella Chiccolini), Diego Sebastian (lottatore), Dakota Mitchell (lottatrice).

## Il vestito giusto
- Titolo originale: Say Yes to the Messy Dress
- Diretto da: Kevin Chamberlin
- Scritto da: Adam Lapidus

### Trama
Un giorno, Luke, Zuri, Emma e Jessie incontrano un giocatore di basket al parco. Jessie gli dice che lo conosceva già perché una volta a una sua partita gli aveva fatto il tifo e quindi lo voleva invitare a dormire a casa con i ragazzi. Luke cerca di fare di tutto per non far andare il giocatore alla sua partita, perché la squadra a cui lui tifa perde sempre. Invece Jessie indossa un vestito di Arturo Vitali che Emma aveva ricevuto dallo stilista per rencesire. La puntata finisce con Jessie che strappa il vestito per sbaglio ed Emma si arrabbia con lei e poi fanno pace, Luke riesce a far riparare tutto quello che aveva fatto con il giocatore e la puntata si conclude.
- Special guest star: Chris Bosh (se stesso)
- Nota: Emma menziona il vestito di Arturo Vitali, famoso stilista apparso nella serie Zack e Cody sul ponte di comando.

## Una maestra da domare
- Titolo originale: Teacher's Pest
- Diretto da: Shannon Flynn
- Scritto da: Erin Dunlap e Sally Lapiduss

### Trama
Jessie scopre Zuri in casa invece che a scuola e quest'ultima le dice di non volere andare a scuola perché la maestra è cattiva con i bambini. Così Jessie decide di sorvegliare la maestra diventando la sua aiutante, ma a quanto pare la maestra è cattiva persino con Jessie! Intanto Ravi litiga con Mrs. Kipling la quale è arrabbiata perché le mancano i suoi piccoli. Così decidono di allontanarsi l'uno dall'altro e così Ravi comincia a dare fastidio a Luke e Mrs. Kipling a Emma. I due escogitano un piano per far riavvicinare Ravi e la sua lucertola e il piano riesce alla perfezione. Intanto Jessie scopre che la maestra adora Harry Potter e convince la tata a giocare con lei al Quidditch Babbano, da quel momento la maestra diventa buona con i bambini, specialmente con Zuri. Jessie non sa però giocare e quindi la maestra trova un altro compagno con cui giocare, il quale è un gran potteriano, proprio come la maestra! Quindi la maestra continua ad essere buona e tutto finisce bene.
- Guest star: Cheri Oteri (Amanda Falkenberg)
- Nota: Nella puntata vengono pronunciate molte frasi in stile Harry Potter, perché l'episodio è stato ispirato alla serie del "maghetto". Vengono citati il Quidditch, Hogwarts, il Binario 9 3/4, Cacciatore, Portiere, Boccino d'Oro, Horcrux, Babbano, Firebolt, professor Silente, Hogwarts Express. Inoltre la maestra parla di "Baseball dei vampiri", ovviamente un riferimento a Twilight.

## Jessie attrice a tutti i costi
- Titolo originale: Jessie's Big Break
- Diretto da: Bob Koherr
- Scritto da: Adam Lapidus

### Trama
L'episodio inizia con l'incontro tra Jessie e Shaylee, un'attrice molto famosa, fidanzata con il regista di un film che stanno girando, McD. Jessie le mente e dice che è una controfigura per entrare nel suo film. Inizialmente ne è entusiasta, ma poi si rende conto di farsi troppo male. Zuri vuole portare a casa la sua zebra, avuta per il suo compleanno. Allora chiede l'aiuto di Emma, che finge di essere la madre Christina. Dopo aver portato la zebra a casa, Zuri, Ravi ed Emma devono proteggerla. Jessie nel frattempo continua a farsi male facendo la controfigura, però, almeno ha trovato una nuova amica: Shaylee, infatti la invita a casa sua per un pigiama party. Luke ha il consenso di riprendere le due ragazze e le spia da qualsiasi angolo. Bertram scopre la zebra e chiama la zoologa che la riporta nello zoo. Purtroppo anche Mrs. Kipling viene portata via, non avendo i documenti necessari per tenerlo. McD ci prova con Jessie ed è lì che iniziano i problemi: per non far rimaner male Shaylee, decide di non dirle niente. Visto che Jessie lo rifiuta, McD cerca di farla licenziare in tutti i modi. Ovviamente lui desterebbe sospetti licenziandola e quindi cerca di farla andare via da sola. Jessie riceve la parte di Receptionist in un film. Per questa parte, dovrà però prima fare ancora qualche altra acrobazia. McD la fa lottare addirittura con un gorilla vero per farla andare via dal cast. Ed è quando Jessie decide di dire tutto a Shaylee che viene licenziata, perché interviene prima McD dicendole che Jessie ci provava con lui e non il contrario. Shaylee crede al suo fidanzato e Jessie viene portata via dal backstage. Ravi scopre che Mrs. Kipling è stata portata via e quindi se la prende con Bertram che gli spiega tutto. Allora Ravi porta alla zoologa i documenti, dove però c'è scritto che Mrs. Kipling in realtà è un Mr. Kipling. La zoologa decide di farlo uscire dalla gabbia, ma per farlo tornare in India. I ragazzi allora sono costretti la notte a sostituire il lucertolone con un'altra lucertola e si fanno aiutare anche da Bertram. Quando tutto sta per riuscire, Emma apre per sbaglio la porta e scatta l'allarme. Interviene subito la zoologa, che decide di chiamare la polizia, ma poi i ragazzi e Bertram la convincono e Mrs. Kipling torna a casa al posto di Gladys (l'altra lucertola) che torna in India. Jessie grazie a Luke ha un video dove McD fa il cascamorto con lei e lo porta a Shaylee che rimane delusa, ma riacquista un'amica. Shaylee, come da contratto, può licenziare il regista e quindi lo fa. Zuri adotta un "micio" dopo che le è stata sequestrata la zebra e quando Jessie e lei arrivano in soggiorno per portarle una ciotola di latte la tigre insegue Bertram che si aggirava per il corridoio attirata dal look tigrato del suo nuovo pigiama pensando sia un suo parente.
- Guest star: Maia Mitchell (Shaylee Michaels), John DeLuca (McD), Suzanne Krull (Mildred Lumpky), Aaron Brumfield (Coco)
- Nota: Questo è un episodio speciale della durata di un'ora.
- Nota 2: Dal 13 dicembre 2016, in Italia, l'episodio viene diviso in due parti assumendo i titoli di: Jessie debutta sul set e Jessie, il gorilla e altri animali.

## Bancarella di carnevale
- Titolo originale: Pain in the Rear Window
- Diretto da: Bob Koherr
- Scritto da: Adam Lapidus

### Trama
Luke si rompe una gamba ballando la Breakdance e quindi non potrà partecipare alla festa di Carnevale. Jessie cerca di organizzare una bancarella migliore di quella di Tata Agatha. Dopo un po' Jessie si accorge che alla sua bancarella vincono tutti e pensa che sia tutta colpa di Agatha. Intanto Luke dal balcone della terrazza vede una persona vestita di nero così chiede ad Emma di aiutarlo a scoprire chi è la persona misteriosa. Alla fine si scoprirà che la persona misteriosa era Bertram e che Agatha è innamorata dell'agente Petey.
- Guest star: Jennifer Veal (Tata Agatha) Joey Richter (agente Petey)

## Uno scambio infelice
- Titolo originale: "Toy Con"
- Diretto da: Bob Koherr
- Scritto da: Michele McGee e Rick Williams

### Trama
Jessie riceve dal padre la bambola di quando era piccola e Zuri finisce per scambiarla con un commerciante per un pupazzo inutile. Intanto Bertram fa breccia nel cuore di una donna spagnola (Salma Espinosa) e deve partecipare con lei ad una gara di salsa. Emma e Luke insegnano a Bertram a ballare la salsa e Bertram si fidanza con la spagnola. Jessie riesce a riprendersi la bambola insieme a Zuri e Ravi.
- Guest star: Stephanie Beatriz (Salma Espinosa), Jeremy Clark (venditore di giocattoli), Sam Pancake (Simon Sneed), Kate Tobia (giudice)

## Essere me o non essere me
- Titolo originale: To Be Me or Not to Be Me
- Diretto da: Bob Koherr
- Scritto da: Pamela Eells O'Connell

### Trama
A Ravi arriva una campana magica che fa scambiare tutti di corpo. Jessie e Zuri si scambiano di corpo e lo stesso succede con Emma e Luke e con Bertram e Ravi. Zuri non ubbidisce a Jessie, Luke cerca di rovinare il video del blog "Kitty Couture" di Emma e Bertram è ossessionato dall'avere i capelli. Zuri è costretta a recitare in uno spettacolo di cui Jessie faceva parte, ma nel frattempo Ravi capisce che per ritornare nei propri corpi bisogna dire cose positive sugli altri. Tutti ritornano nei loro stessi e alla fine era tutto un sogno di Mrs. Kipling. Ma proprio quando il varano si sveglia ecco che arriva veramente la campana.
- Guest star: Robert Picardo (Cyril Lipton), Elena Caruso (strega)

## Il primo anniversario
- Titolo originale: Why Do Foils Fall in Love?
- Diretto da: Rich Correll
- Scritto da: Mike Montesano e Ted Zizik
- Canzone presente: The Best Year Of My Life (Debby Ryan)

### Trama
Jessie e Tony stanno per avere il loro primo anniversario. Per celebrare l'occasione, Jessie scrive una canzone che esprime quando sia importante per Tony. Ma quando Tony dimentica l'anniversario, Jessie si arrabbia molto e scrive una canzone. Emma però pubblica la canzone sul suo video-blog, dove ottiene un successo sorprendente. Così Jessie canta la canzone al pubblico al parco, ma Tony la sente. Per non rovinare il loro anniversario, Jessie gli canta la canzone originale. Intanto Ravi scopre di avere dei brutti voti in educazione fisica. Luke così lo aiuta e lo fa vincere contro di lui a scherma per fargli acquistare fiducia in se stesso.
- Guest star: Chris Galya (Tony Chiccolini), Lauren Pritchard (Coach Penny)

## Fuori dal gruppo
- Titolo originale: Kids Don't Wanna Be Shunned
- Diretto da: Rich Correll
- Scritto da: Erin Dunlap e Sally Lapiduss

### Trama
Emma rimane sconvolta quando le sue amiche cominciano ad acclamare la nuova ragazza reale: Bryn Breitbart. Luke sceglie di fare il suo progetto multiculturale sull'India e inganna Ravi per farlo al suo posto. Ravi si vendica e riscrive il progetto e fa apparire Luke scemo, ma si sente male e lo aiuta a recuperare durante l'esposizione. Jessie porta Emma al cinema. Lì incontra Bryn e Emma viene insultata allora Jessie insulta Bryn. Parte una lotta di cibo e si scopre che Bryn non è una reale. Emma invita le amiche, che ora sanno che Bryn non è una reale, a vedere un film e Zuri cerca di accodarsi. 
- Guest star: Kelly Gould (Rosie Liotta) Katherine McNamara (Bryn Breitbart)

## Scatto matto
- Titolo originale: All the Knight Moves
- Diretto da: Shannon Flynn
- Scritto da: Ted Zizik e Mike Montesano

### Trama
Quando Jessie scopre le doti eccezionali di Zuri nel gioco degli scacchi, la spinge a partecipare al torneo di Central Park nella speranza di vincere un viaggio a Parigi. Intanto Emma e Luke si convincono che Bertram è il pericoloso bandito subacqueo a cui la polizia dà la caccia da 25 anni. Bertram sta al gioco, si finge il ladro e simula la preparazione di un furto. Alla fine Zuri perde perché voleva far tornare dalla sua famiglia il campione in carica, ma si fa prestare il jet da suo padre e porta Jessie a Parigi
- Guest star: Patrick Kerr (Clément Brûlée)

## Non ci serve un cavolo di distintivo
- Titolo originale: We Don't Need No Stinkin' Badges
- Diretto da: Shannon Flynn
- Scritto da: Pamela Eells O'Connell

### Trama
Jessie decide di aiutare Zuri a prendere un distintivo con la truppa delle bruchette aspiranti farfalla, e la segue al campeggio nel parco. Nel frattempo, Ravi dice a Bertram una serie di bugie dietro l'altra e finisce per provocare una sfida tra maggiordomi. Chiederà scusa ma dovrà pagare le conseguenze
- Guest star: Marlowe Peyton (Madge) Oliver Muirhead (Nigel Pettigrew) Lauren Pritchard (Coach Penny)

## Un coniglietto nei guai
- Titolo originale: Somebunny's in Trouble
- Diretto da: Amanda Bearse
- Scritto da: Pamela Eells O' Connell

### Trama
Jessie permette a Zuri di occuparsi di Lucy, il coniglietto della classe, sperando che questo l'aiuti a diventare più responsabile. Ma sarà proprio Jessie a lasciare aperta la gabbietta e a doversi scusare con Zuri. Intanto Emma ha una cotta per Brett che però sembra avere più affinità con Luke.
- Guest star: Jack Griffo (Brett)

## Un ballo con sorpresa
- Titolo originale: Punch Dumped Love
- Diretto da: Bob Koherr
- Scritto da: Leigha Barr e Pete Szillagyl

### Trama
Emma è incaricata da Jessie di recuperare Zuri da scuola, ma non lo fa e le viene vietato di andare al ballo della scuola. Luke chiede a una ragazza di nome Rachel Kapowski, la ex di Gale Gustavo, un suo compagno soprannominato "Gorilla", di venire al ballo con lui. Al ballo, Adam Sandler dà a Luke qualche consiglio di coppia, quando il "Gorilla" cerca di riconquistare Rachel umiliando Luke. Nel frattempo, Zuri e Ravi costruiscono trappole per la cattura di un ladro. Alla fine, Jessie conforta Luke e finisce per ballare con lui al ballo della scuola.
- Guest star: Adam Sandler (se stesso), Isabella Palmieri (Rachel Kapowski), Jackson Odell (Gale Gustavo)

## Un passo importante
- Titolo originale: Quitting Cold Koala
- Diretto da: Amanda Bearse
- Scritto da: Valerie Ahern e Christian McLaughlin

### Trama
Luke non riesce a dormire a casa di amici senza Kenny e Jessie lo aiuta. Luke la notte fa incubi e pensa continuamente a Kenny, quando non lo ha accanto a sé . Nel frattempo però Kenny viene distrutto sotto una macchina e Jessie, Ravi e Stuart cercano di ricomporlo.
- Guest star: J.J. Totah (Stuart Wooten)

## Stanza dell'Attacco di Panico
- Titolo originale: Panic Attack Room
- Diretto da: Rich Correll
- Scritto da: Eric Schaar e David J. Booth

### Trama
Stuart vuole stare un po' da solo con Zuri. Vuole andare nella stanza dell'attacco di panico ma, quando ci vanno, rimangono intrappolati e uno a uno vengono intrappolati tutti tranne Bertram ed Emma che restano nel loro appartamento
- Guest star: J.J. Totah (Stuart Wooten)
- Curiosità: Nella scena della stanza dell'attacco di panico, Ms. Kipling vede Stuart come un topo, chiaro riferimento a Stuart Little.

## Il regalo di compleanno
- Titolo originale: Throw Mamma from the Terrace
- Diretto da: Rich Correll
- Scritto da: David J. Booth e Eric Schaar

### Trama
Luke e Ravi devono fare un progetto di scienze dove devono creare un involucro per non far rompere un uovo quando cade dall'alto. Intanto per il compleanno di Bertram viene sua mamma che all'inizio vuole stare sempre al centro dell'attenzione ma alla fine si scopre che è molto affettuosa.
- Guest star: Lanie Kazan (Wanda Winkle), Madison Dae Clarion (Nerd)

## Jessie-nator: Il giorno della vendetta
- Titolo originale: The Jessie-nator: Grudgement Day
- Diretto da: Rich Correll
- Scritto da: Eric Schaar e David J. Booth

### Trama
Jessie e i piccoli Ross viaggiano nel futuro di 60 anni. Il mondo è dominato dei Bertram-bot, un bot maggiordomo inventato da Ravi che, a causa di un difetto, è andato in tilt ed è diventato malvagio. La Jessie di 80 anni fa parte della Resistenza contro questi robot. Viene catturata, ma grazie ad un bot che ha dubitato su chi fosse Emma, quest'ultima la libera prendendoli a calci. Si scopre che il Bertram-bot è in realtà malvagio di suo, non per colpa di Ravi, bensì per gli insulti a lui rivolti, ma soprattutto dopo che Luke mise delle miccette nel cassetto che fecero saltare tutti gli amichetti di Bertram. 
A causa di un potente magnete umano, rimangono attaccati al muro, o al frigorifero. Sempre grazie ad Emma, che non è diventata famosa nel futuro, Ravi riesce a liberarsi e a sconfiggere Bertram-bot staccandogli i cavi. 
Ritornati nel presente, l'attuale Jessie scopre che Luke ha messo già delle miccette nel cassetto, e per evitare che succeda tutto quello che è successo, le prende, ma prima che potesse gettarle, le esplodono in faccia.
La testa di Bertram ritorna a casa Ross e sono tutti in preda al panico. Alla fine però si viene a sapere che è tutta una storia inventata da Ravi, per evitare che Luke mettesse delle miccette nel cassetto, ma lui, senza fregarsene niente, ce ne mette un paio.

## Una trasmissione movimentata
- Titolo originale: Diary of a Mad Newswoman
- Diretto da: Rich Correll
- Scritto da: Adam Lapidus

### Trama
Jessie scopre che Zuri ha letto di nascosto il suo diario, per darle una lezione, confida al diario un falso segreto. Intanto Ravi, Emma e Luke sono occupati con la realizzazione della trasmissione web per la loro scuola e devono vedersela con la perfida Bryn.
- Guest star: Amy Farrington (Mrs. Devlin), Christina Moore (Christina Ross), Isabella Palmieri (Rachel), Jackson Odell (Gale), Kelly Gould (Rosie), Katherine McNamara (Bryn Breitbart), Kevin Michael Martin (Malcolm)
- Nota: in questo episodio Bryn cambia doppiatrice.

## Rotture e nuovi equilibri
- Titolo originale: Break-Up and Shape-Up
- Diretto da: Rich Correll
- Scritto da: Sally Lapiduss

### Trama
Jessie è gelosa di un'amica di vecchia data di Tony e cerca di ingelosirlo presentandogli un suo ex. Alla fine i due capiscono di non essere più legati come prima e decidono di lasciarsi in amicizia. Intanto Ravi e Luke gareggiano per aiutare Bertram a combattere lo stress.
- Guest star: Lulu Antariksa (Victoria Montesano), Spencer Boldman (Ted Hoover), Chris Galya (Tony Chiccolini), Rick Still (giocatore di scacchi)

## Una sorpresa da papà
- Titolo originale: G.I. Jessie
- Diretto da: Rich Correll
- Scritto da: Pamela Eells O'Connell

### Trama
Jessie accetta l'invito di suo padre a tornare alla base militare in cui è cresciuta, sperando di appianare i dissapori con lui. Tuttavia dopo che i ragazzi combinano qualche guaio Scopre che l'uomo sta per sposarsi con madre di Darla, sua storica nemica. Contrariata ed esasperata dai problemi causati dai ragazzi decide di andarsene e licenziarsi.
- Guest star: Molly Shannon (Beverly Shannon), James Patrick Stuart (Colonnello John Wayne "J.W." Prescott), Kate Flannery (Corporale Cookie), Molly Burnett (Darla Shannon), Billy Unger  (Colonnello Shannon), Dylan Boyack (Caleb), Merrick McCartha (cappellano).